# Amminoacido N-acetiltransferasi
L'N-acetiltransferasi è un enzima appartenente alla classe delle transferasi, che catalizza la seguente reazione:
acetil-CoA + L-glutammato ⇄ CoA + N-acetil-L-glutammato
L'enzima agisce anche con il L-aspartato e, più lentamente, con alcuni altri amminoacidi.